# Дубяго Дмитро Іванович
Дмитро Іванович Дубяго (рос. Дубяго Дмитрий Иванович; 3 жовтня 1849 — 22 жовтня 1918) — російський астроном.
У 1872 закінчив Петербурзький університет. У 1878—1884 — астроном Пулковської обсерваторії, у 1884—1918 — директор обсерваторії Казанського університету, в 1901—1918 — директор заснованої ним обсерваторії ім. В. П. Енгельгардта при цьому університеті, у 1899—1905 — ректор Казанського університету.
Основні наукові роботи відносяться до теоретичної астрономії, астрометрії та гравіметрії. За спостереженнями казанських астрономів за період з 1869 по 1882 склав каталог 4281 зірки (частина міжнародного зонного каталогу). Досліджував орбіту Тритона, супутника Нептуна, за спостереженнями, виконаним на Пулковському рефракторі з 1847 по 1876. Створив теорію руху астероїда Діана.
Син, Олександр Дмитрович Дубяго, теж став астрономом і засновником казанської кометної школи.